# 比奇蒙特站
比奇蒙特站（英語：Beachmont station）是波士顿地铁蓝线位于里维尔市的高架无障碍车站。车站坐落于比奇蒙特街区温思罗普大道与本宁顿街交汇路口。
比奇蒙特站位于温思罗普大道上方，是波士顿轨道交通系统中仅剩的几座高架车站之一。除了比奇蒙特站以外，查尔斯/麻省总医院站、科学公园站、莫尔登中心站、沃拉斯顿站和菲尔兹角站均为高架车站。作为波士顿轻轨绿线延长线工程的一部分，新的莱希米尔站也将是高架车站。波士顿曾经有数条高架捷运线，然而随着时间的流逝和城市的发展，大西洋大道高架、查尔斯顿高架、华盛顿街高架和科斯威街高架均被拆除，替换成了地面轨道或者地铁隧道。

## 历史

### 波士顿、里维尔海滩及林恩铁路

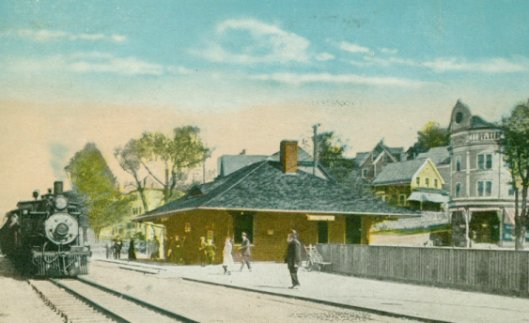
比奇蒙特站出现在早期的明信片上

1875年7月29日，波士顿里维尔及林恩铁路 (BRB&L)又称 “窄軌”铁路正式开通，列车往返与东波士顿区和马萨诸塞州林恩市，当时并没有在温思罗普大道设立车站。后来随着乘客需要，在温思罗普大道路口建造了车站，铁路与温思罗普大道交叉。19世纪80年代，为了与东部铁路的波士顿、温思罗普及海岸铁路竞争，在海豚大道开设了海洋码头站。
1928年，铁路电气化改造完成，车站也改造成拥有预检票候车区的结构，与现代地铁站相类似。受大萧条影响，1940年1月27日，波士顿、里维尔海滩及林恩铁路正式停运。

### 地铁化改造
1941年，波士顿高架铁路公司收购部分铁路使用权，计划利用废弃铁轨开通类似阿什蒙特-马塔潘快速线的快速有轨电车服务。然而，受第二次世界大战影响，线路改造计划受阻。1926年的《运输设施改善报告》和1945年至1947年的《柯立芝委员会报告》并不建议将铁路改造成有轨电车，而是推荐将东波士顿隧道地铁延长至林恩市。
1947年，大都会交通署决定将地铁延长至林恩，1948年10月，蓝线延长线工程开工。1952年1月，东部高地站开放，同年4月，萨福克当斯站开放。1954年1月19日，剩下的第二阶段施工完成，地铁蓝线延长至梦幻之地站。后期地铁延长计划由于资金短缺无法继续建设。为了避免与温思罗普大道交叉，比奇蒙特站被改造成高架车站，从大道上方穿过。

### 翻新重建

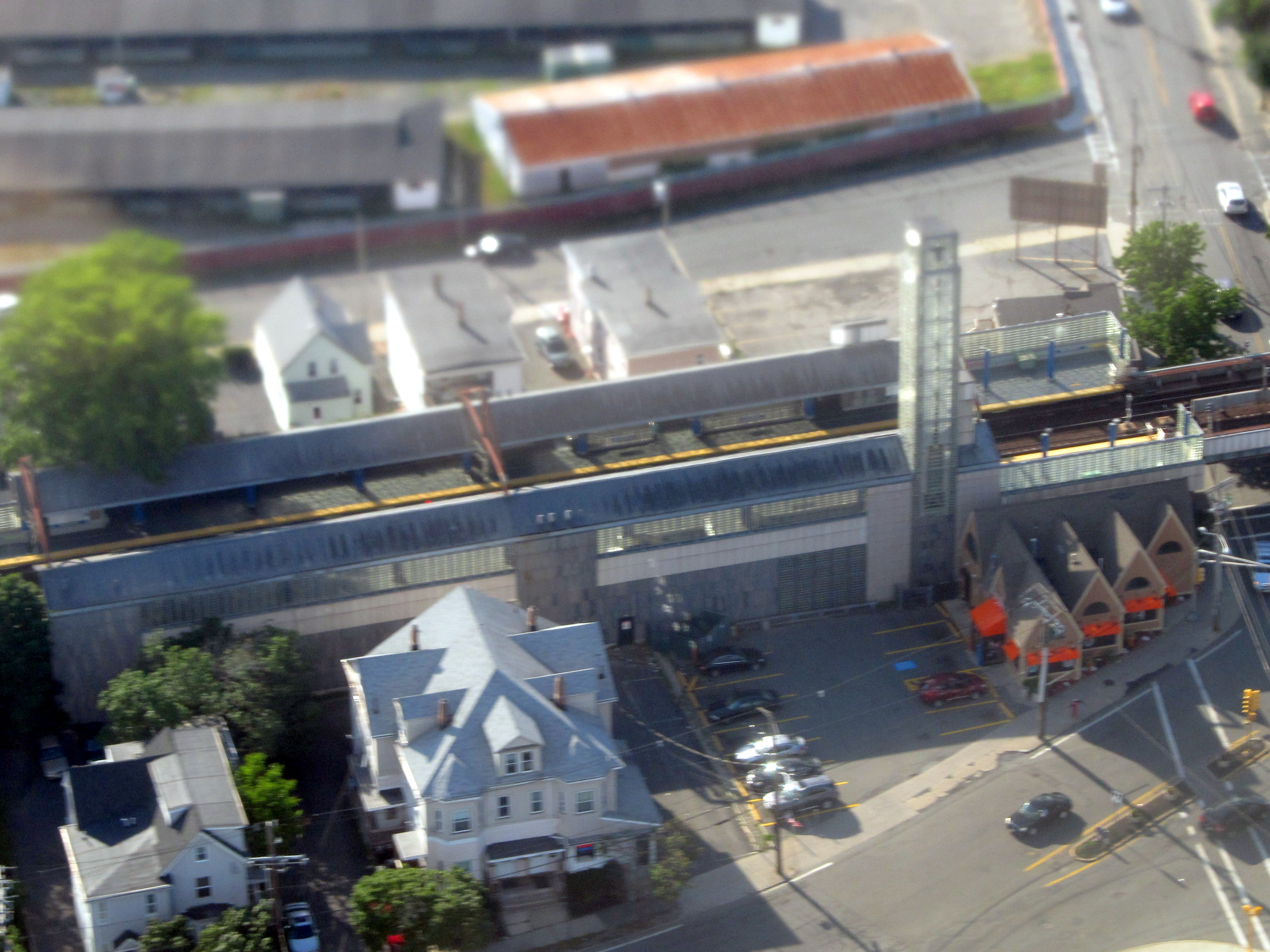
翻新后的车站鸟瞰图

1994年6月25日起，比奇蒙特站开始关闭施工。作为地铁蓝线现代化改造项目的一部分，比奇蒙特站、萨福克当斯站、里维尔海滩站和梦幻之地站都进行了重建。蓝线的终点站暂时改为东部高地站。四座车站重建共花费4.67亿美元。重建比奇蒙特站共花费2700万美元，于1995年6月24日竣工。
2008年9月8日至11月25日之间，车站站台修复施工，临时关闭。
2019年6月1日至2日，车站无线电塔拆除。

## 车站结构
| 1F | 侧式月台，右侧开门 | 侧式月台，右侧开门       |
| 1F | 入城               | 往保丁（萨福克唐斯）     |
| 1F | 出城               | 往梦幻之地（里维尔海滩） |
| 1F | 侧式月台，右侧开门 |                          |
| G  | 地面               | 车站大厅、出入口及检票口 |